# Островський Йосип Меєрович
Йосип Меєрович Островський (нар. 14 червня 1935, Шепетівка — пом. 1993, Єрусалим) — український радянський живописець; член Спілки радянських художників України та Міжнародної асоціації художників і скульпторів.

## Біографія
Народився 14 червня 1935 року у місті Шепетівці (нині Хмельницька область, Україна). Впродовж 1950—1955 років навчався в Одеському художньому училищі (викладачі Леонід Мучник, Діна Фруміна, Володимир Путейко).
Жив у Одесі, в будинку на вулиці Карла Маркса № 25, квартира 24. У 1989 році захворів і після операції переїхав на лікування до Ізраїлю. Помер в Єрусалимі у 1993 році.

## Творчість
Працював в галузі станкового живопису. Серед робіт:
- «Одеський оперний театр» (1961);
- «Друзі»;
- «Від'їзд на вчення»;
- портрет М. Самуся — відмінника бойової підготовки;
- «Вулиця Рози Люксембург в Одесі» (1966).

Брав участь у всеукраїнських виставках з 1961 року, зарубіжних — з 1966 року, зокрема:
- персональна виставка у Одеському музеї західного і східного мистецтва (1978);
- «Виставка 4-х» (1988, Одеса; спільно з Євгенієм Рахманіним, Юрієм Коваленком, Олегом Волошиновим);
- виставка робіт з приватних зібрань, галерея «Ліберті» (1993, Санкт-Петербург);

посмертні
- групова виставка живопису, Одеський художній музей (2001);
- персональна виставка графіки, галерея «Ліберті» (2007, Санкт-Петербург);
- персональна виставка «Скрипаль на даху», Центральний будинок художника, (2010, Москва);
- персональна виставка «Блукаючі зірки. Сни Йосипа Островського», Центральний будинок художника (2013, Москва)[1].

Роботи художника зберігаються у Національному музеї «Київська картинна галерея», 
Тель-Авівському музеї образотворчих мистецтв, Одеському художньому музеї, приватних колекціях Ізраїлю, Росії, США.